# Иванов, Евгений Борисович

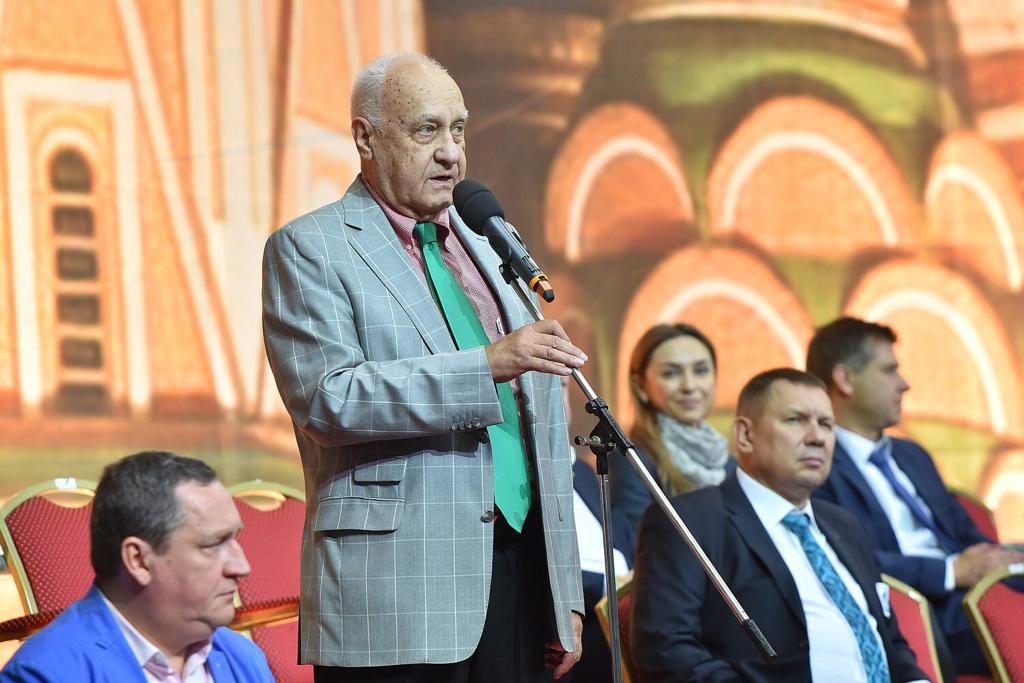
Иванов Евгений Борисович

Евгений Борисович Иванов — российский писатель, мастер спорта по плаванию, член сборной команды СССР по плаванию, призёр чемпионатов СССР и международных соревнований, пловец, ватерполист, судья Республиканской категории по водному поло, заслуженный работник физической культуры России, Президент Московского Союза бильярдного спорта.

## Биография
Родился в г. Москве в разгар Великой Отечественной войны 30 января 1942 года. Первые годы жизни провёл в рабочем посёлке «Московский завод малолитражных автомобилей» МЗМА (в дальнейшем переименованным в АЗЛК). С 1949 года учился в школе и жил в рабочем поселке Текстильщики на окраине Москвы.
В 1956 году поступил в Строительный Техникум Мосгорисполкома, который окончил через 4 года в 1960 году.
С 1962 года Евгений Иванов обучался в Институте Инженеров Железнодорожного Транспорта.
В 1970—1976 годах работал в МИИТе и преподавал дисциплину «Сопротивление материалов».
В 1976—1979 годах обучался во Всесоюзной академии внешней торговли по специальности «Экономист международник». Обучался в Университете марксизма-ленинизма. Далее работал во внешнеторговых объединениях Минвнешторга СССР — «Лицензинторг» и «Росвнешторг», Министерстве внешнеэкономических связей России, «Росэкспортлес».
После распада СССР вернулся к спортивной деятельности и был назначен первым заместителем генерального директора Спорткомплекса «Олимпийский».
С 1997 г. по 2000 г. был выбран Президентом водного поло г. Москвы.
По просьбе руководства г. Москвы оставил работу с водными видами спорта и возглавил Московский союз бильярдного спорта. С 2006 года и по сей день занимает пост Президента Московского Союза бильярдного спорта.

### Спортивная карьера
В 1955 году поступил в школу плавания «Динамо» в бассейн Автозавода им. Сталина (ЗИС), впоследствии переименованный в Завод им. Лихачёва (ЗИЛ). Занимался плаванием у тренера Александровой Н. А. вплоть до 1960 года с перерывом на занятия водным поло у тренера Харебовым Г. В.
В 1960 году получил звание мастера спорта СССР по плаванию и был включён в состав сборной команды СССР по плаванию.
В 1962 году покинул «Динамо» и перешёл в спортивное общество «Локомотив» к тренеру Чистякову В. А.
На чемпионате СССР по плаванию в 1961 году в г. Львове занял 3-е место на дистанции 100 м баттерфляем, в 1962 году в г. Харькове на чемпионате СССР занял 2-е место на дистанции 200 м баттерфляем, на Спартакиаде народов СССР в 1964 году был 4-м.
Неоднократно становился чемпионом спортивного общества «Локомотив» и чемпионатов Мира среди железнодорожников (1964, 1968, 1972 гг.).
В 1972 году завершил спортивную карьеру пловца. В этом же году, вплоть до 1977 года, играл в команде ватерполистов Московской области «Буревестник».
По завершении спортивной карьеры в 1977 году получил квалификацию судьи республиканской категории, судил союзные и международные соревнования по водному поло.

## Награды и звания
- Медаль Госкомспорта России;
- Почётный знак «За заслуги в развитии Олимпийского движения России»;
- Медаль «200 лет внутренним войскам МВД России»;
- Нагрудный знак II степени «За отличие в службе»;
- Нагрудный знак I степени «За отличие в службе»;
- Медаль МВД России «За содействие»;
- Нагрудный знак МВД России «За отличие».
- Заслуженный работник физической культуры России.

## Литературная деятельность
Многие годы жизни посвятил литературе. Является членом Союза писателей и Союза журналистов Москвы.

### Публикации
- 2011 г. «Россия неизвестный бильярд» (в соавторстве с военным историком Н. В. Ратозием),
- 2012 г. «От рассвета до заката»,
- 2013 г. «О тебе и обо мне, обо всём понемногу»,
- 2015 г. «ВАШ СССР», издательство Международные отношения
- 2016 г. «Зарубежные заметки», издательство Международные отношения
- 2018 г. «Наш Дом», издательство Международные отношения
- 2019 г. «Сделай меня счастливой», издательство Международные отношения
- 2021 г. «День завтрашний»

Кроме официальных публикаций Евгений Иванов опубликовал 82 произведения доступных в свободном доступе.